# 秘密戰隊五連者
《秘密戰隊五連者》，是由日本東映製作的《超級戰隊系列》首部特攝作品，於1975年（昭和50年）4月5日至1977年3月26日期間每週六晚上7時30分在NET電視台首播。

## 作品特色
- 首部《超級戰隊系列》作品。
- 《超級戰隊系列》目前播映集數最多的作品，一共播放了兩年，共84集，至今未有其他同系列作品破其紀錄。

## 故事概要
和平的世界突然出現了一個企圖侵略地球的邪惡軍團－黑十字軍，地球受到無盡的威脅。此時聯合國亦成立了一支國際秘密防衛機構－Earth Guard League（簡稱Eagle），而其中一支就處於日本。
然而有一日，黑十字軍進攻Eagle在日本的五個分部，而各分部僅有一人奇跡生還並發誓復仇。他們穿上特別的電子戰衣，使用普通人沒法使用的超能力。指揮官告訴他們，他們是秘密的戰士－秘密戰隊五連者，並具有很好的機會對抗黑十字軍。

## 登場角色

### 秘密戰隊五連者
秘密戰隊五連者，通稱「五連者」，其成員除了作為候補隊員的熊野大五郎外，其餘皆為Eagle在日本各分部中唯一一位生還者。
海城 剛（かいじょう つよし）／ 赤連者
演：誠直也
原為Eagle關東分部的秘密工作班隊員以及其分部隊長的弟弟與唯一的生還者，亦為五連者的隊長。
具有領袖風範，而年幼時其心智亦較與其同齡的孩童成熟，並且對於射擊亦特別熟練。
其兄長皆被黑十字軍殺害，故一心想向黑十字軍報復。
是個重視義理人情的熱血硬漢，著重「堂堂正正」，但亦不會使用卑鄙手段，甚至對於使用卑鄙手段的敵人卻會格外憤怒。
其本人曾是Eagle足球部的皇牌前鋒，所以五連者必殺技的最後一腿工作會由其負責。
其他登場作品：《豪快者 護星者 超級戰隊199英雄大決戰》、《海賊戰隊豪快者》、《機界戰隊全開者 THE MOVIE 赤色戰鬥！全戰隊大集會！！》
新命 明（しんめい あきら）／ 藍連者
演：宮内洋
东北分部的生還者，原為擔任其分部射擊實戰訓練的指揮分隊長。
為五連者中最年長的一位，精通射擊與領航，故亦被認定為五連者的副隊長。
外表冷漠，但其實對小朋友很溫柔。
由於過去曾立志成為賽車手，故相當擅長操控駕駛各種車輛甚至船隻以及各種飛行器，而在負責駕駛空中戰艦時亦會留在基地待命。
大岩 大太（おおいわ だいた）／ 黃連者
演：畠山麥
九州分部的生還者。
原為其分部的精密工程隊隊員，故而熟練機械工程，另外大太亦為柔道高手，亦曾經獲得柔道冠軍。
個性愚笨，經常猜不到太郎與明日香對其考驗的謎題。
食慾旺盛，而他最喜愛的食物是咖哩飯，然而其對食物亦有更銳利的眼光。
後來曾被榮升為九州分部的隊長，期間黃連者則由大五郎繼任。而當大五郎在與黑十字軍的戰鬥中不幸殉職後，大太亦回歸五連者再度與敵人對戰。
熊野 大五郎（くまの だいごろう）／ 黃連者
演：達摩二郎
於第55集初登場。
原為五連者的候補隊員，而當大太被榮升為九州分部的隊長時，大五郎便繼任其黃連者一職。
與大太不同的是，大五郎最喜愛的食物為那不勒斯意大利面以及蜜糖，並且擅長相撲，而其嗜好為釣魚。
後來他於一次執行任務途中因一時大意而被開瓶器假面成功盜取Eagle的生化兵器，並間接導致讓太郎受傷的車禍，其後自責的大五郎便決定自己一人面對開瓶器假面並奪回該生化兵器，但最後因被對方的武器傷及腹部而不幸殉職。
佩姬·松山（ペギー まつやま）／ 桃連者
演：小牧麗莎
北海道分部的生還者，亦為五連者中唯一一位女性。
為瑞典與日本的混血兒，其父親為瑞典人；而母親亦同為日本混血兒。
於其分部時為化學分析組的一員，故較擅長化學分析及爆炸品處理，而五連者風暴以及五連者颶風所用的球型炸彈皆由佩姬所研發。另外身為女性的佩姬其戰鬥力亦不遜於其他Eagle的組織員，同樣地相當擅長空手道以及變裝。
明日香 健二（あすか けんじ）／ 綠連者
演：伊藤幸雄
關西分部的生還者，原為該分部新加入的隊員，亦為五連者中年紀最小的一員。
戰鬥時能以其身型輕巧的特點充分發揮特有的速度。

#### 五連者的協力者／相關者
江戶川 権八（えどがわ ごんぱち）
演：高原駿雄
Eagle日本分部的總司令官以及「秘密戰隊五連者」的創立人。
其對外身份為「Sneak Go」→「Fruit Parlor Go」的東主兼主廚。
初時隱藏自己的身份並只以聲音對五連者發號施令，後來在青銅假面闖進「Sneak Go」脅持眾人以及在五連者擊敗對方後才聯同其屬下的三位Eagle通訊員揭露自己的真實身份。
加藤 陽子（かとう ようこ）
演：鹿沼繪里
Eagle的聯絡員兼江戶川司令官的保鏢，其代號為「007」。
其對外身份為「Sneak Go」→「Fruit Parlor Go」的服務生，同時亦為五連者的候補隊員之一。
林 友子（はやし ともこ）
演：白川惠美
Eagle的聯絡員兼江戶川司令官的保鏢，其代號為「008」。
中村 春子（なかむら はるこ）
演：本田美樹
Eagle的聯絡員兼江戶川司令官的保鏢，其代號為「009」。

### 黑十字軍
黑十字軍，是一個意欲將全人類消滅，讓地球掌握在自己手中的邪惡軍團。
在總統以下的組織人員全属於改造人，所以他們是絕對性地服從總統，而對於失敗或不聽從命令的人亦絕不饒恕對方。
黑十字總統（くろじゅうじそうとう）
演：安藤三男→八名信夫
黑十字軍的首領。
初現身時是身穿一套白色服飾及以白色頭巾覆蓋頭部，直到火之山假面熔岩將軍現身後才露出真面目。
雖然在戰鬥力上絕對壓到五連者，但唯一的致命弱點則為宇宙射線「X光線」。
其真面目為於第64集登場的黑十字軍移动要塞－黑十字城，配備武器則有反重力炮及超級光線炮等。
在知曉「仙后座X光線」即將降臨地球時卻不聽黃金假面的勸阻與五連者對戰，然而在戰鬥期間黑十字總統卻因受該宇宙射線影響導致其身體弱化而須暫退，隨後當被五連者打敗的黃金假面以化為一道金色彩虹告知五連者基地的位置後則對其進攻，其後海城於獨自與黑十字總統對峙時亦得知對方的弱點，接著雙方開戰後黑十字總統卻不敵之，並以黑十字城的型態意圖逃脫，而最後五連者以三輛星辰機車與巴利多林作為炸彈突襲黑十字城後引爆，黑十字總統才得以滅亡。
日輪假面（にちりんかめん）
聲：增岡弘
黑十字軍幹部，於第15集初登場。
由於在非洲有百戰百勝的實績，故亦擁有「非洲之星」的外號，其後被總統召喚到日本對付五連者。
也是唯一没率領特定的假面怪人軍團的假面幹部。
是個為了勝利而用盡卑鄙戰略的人，使用一把太陽形狀的棒作為武器，另外其自身還有高速移動能力及再生能力，然而在與假面怪人共同出擊並處於劣勢時，他卻會選擇拋下該假面怪人逃離現場。
後來由於接連的失敗加上知悉鐵木真的來臨，故藉被黑十字軍處決的戲碼欺騙五連者並成功捕捉了除赤連者外的四人，其後被赤連者反擊後最終被對方以五連者風暴擊敗而死。
鐵人假面 鐵木真將軍
聲：飯塚昭三
被黑十字總統從戈壁沙漠召喚的黑十字軍幹部，於第20集初登場。
其外號為「蒙古之鬼」，而其率領的假面怪人軍團為「鋼鐵軍團」，至於其出征時亦經常搭乘軍用四驅車。
身穿軍服，而其戰鬥方式皆以單挑為主，戰鬥時以能發放鞭子及火箭的三叉槍作為武器，而其雙眼亦能發射光束；另外其自身的領導力出眾，故亦受到其軍團的大多數假面怪人尊敬。
後來鐵木真將軍對因馬克文將軍的來臨而感到挫敗，其後鐵木真將軍便身穿具吸附及冷凍裝置的特殊馬甲與五連者戰鬥，並且成功讓兩顆五連者風暴依附於其馬甲上後亦藉此製造機會奪取了巴利布倫，但最後因藍連者利用其無線通訊器聲控飛行中的巴利布倫上升，而上升的高溫亦導致馬甲上的冷凍裝置失效，故而觸發其身上的兩顆五連者風暴爆炸，其後巴利布倫亦因而撞山墜毀。事後黑十字總統亦對於鐵木真將軍成功奪取及摧毀巴利布倫的犧牲表示讚揚。
火山假面 馬克文將軍
聲：依田英助→飯塚昭三（分飾）
被黑十字總統從冰島海克拉火山召喚的黑十字軍幹部，於第42集初登場。
其率領的假面怪人軍團為「噴火軍團」，而他亦經常在其移動要塞納巴隆內進行指揮。
其經常手持指揮棒，而其頭部頂端亦會噴發火山雨。
後來馬克文將軍於一次逃離戰場時則遺下了納巴隆的設計圖，因而遭到黑十字總統的冷落，而在知曉黑十字總統正進行喚醒黃金假面大將軍的儀式後更惱羞成怒。其後當納巴隆被五連者摧毀後，馬克文將軍便隨即與五連者進行戰鬥，但最後仍不敵對方的五連者颶風而死。
黃金假面大將軍
聲：飯塚昭三（分飾）
黑十字軍最高級的幹部，於第54集初登場。
原為沉睡於棺木中，後來被黑十字總統以暗黑儀式喚醒。
其率領的假面怪人軍團為「非洲軍團」，並且對巫術與占星術有相當深的見解。
後來在黑十字總統受到「仙后座X光線」影響而不能繼續戰鬥時亦接替其與五連者對戰，但在遭到五連者連環攻擊後其身體則化為金色粉末，並且其粉末更在天空上築起一道金色彩虹以告知組織五連者基地的位置。
假面怪人
為於前線指揮進行破壞行動與戰鬥的行動隊長。
佐爾達
黑十字軍的組織員。
擅長喬裝，而其配備武器皆有黑十字刀、黑十字機關槍、火箭炮等。
黑十字忍團
為黑十字軍聯同名為「宇宙忍團」的外星組織合作成立的佐爾達忍者兵團，於第64集初登場。
與一般佐爾達相比其擁有忍者般的敏捷速度以及能夠穿越牆壁，而其配備武器則為長矛與劍。

### 其他角色
加藤 太郎（かとう たろう）
演：小沼宏之
陽子的弟弟。
常以謎題考驗別人（尤為大太）。
剛
聲：京田尚子
Sneak Go的明星鳥，於第32集初登場。
能以九州方言與人類溝通，並經常嘲笑猜不到謎底的大太。

## 五連者的裝備

### 裝備／武器
共同裝備／武器
五連者Suit
由Eagle研發予五連者戰士所穿的特殊強化戰衣。
其手袖皆內置減震裝置，而其膝部亦內置溫度調節器，有助五連者能承受於爆炸時的劇烈衝擊以及適應其戰鬥環境的溫度。另外五連者於變身時須集中精神以及承受10萬伏特的高電壓。
新五連者Suit
為因應五連者Suit的設計圖被黑十字軍盜取而新開發的戰衣，於第43集初登場。
其外觀與五連者Suit無異，但改良了前者的設備，另外五連者於變身時亦須集中精神以及承受15萬伏特的高電壓。
通訊器
為Eagle組織員持有的通訊裝置。
初期為手鐲型，而直到中後期亦開始出現便攜型的收發器。
Birdy
裝備於五連者Suit腰部兩側的小型火箭推進器，可讓五連者在30分鐘內以每小時100公里的速度飛行。
強化頭盔
為五連者於未變身時所配備的特製頭盔，於第43集初登場。
其具備更良好的防彈能力，即使遇上機關槍射擊亦能夠安然無恙。
個人裝備／武器
 赤連者
Red-Bute
赤連者初期使用的鞭子。
赤連者可將其五連者裝束中的兩萬伏特電流注入Red-Bute以釋放技能「Red Spark」攻擊被束縛的對手；另外Red-Bute亦可變形為長槍Yari Bute、鑽頭Drill Bute以及捕網Ami Bute等。
Silver Shot
赤連者的銀色槍械，可發射麻醉針以及訊號彈等。
New Red-Bute
赤連者後期使用的鞭子，於第43集初登場。
其前端可裝備各式各樣的零件。
 藍連者
Blue-Cherry
藍連者初期使用的弓。
具備百發百中的精密度，能讓藍連者在發射以特殊金屬製的箭矢後必中目標。
Ultra Blue-Cherry
藍連者後期使用的弓，於第43集初登場。
其弓的部分加上了裝甲，而經其發射後的箭矢則會因應其目標數量而分裂為相等數量。
 黃連者
YTC
正式名稱為「Yellow TransCeiver」，由大太自行研發的高性能無線機，於第22集初登場。
其能夠發出可干擾敵人武器迴路運作的電波。
Ki-Sticker
黃連者的棍棒，於第43集初登場。
能夠自由伸縮，而其前端亦可變形為「包袱」、「剪」、「鎚」以及「木魚」四種型態。
 桃連者
耳環炸彈
配戴於桃連者的耳部位置，為迷你心型手榴彈。
Momo-Mirror
桃連者的鏡子武器。
能反射敵人的強光攻擊，另外其亦能因應情況而可改變大小。
Momo-Card
桃連者的愛心卡牌型手裏劍，於第43集初登場。
於被投擲後則會因應其目標數量而分裂為相等數量；另外佩姬亦能以其心型吊墜與兩枚Momo-Card組合為小蝴蝶型偵察機Momo-Seseri。
 綠連者
Mido-Merang
綠連者初期使用的回力刀。
New Mido-Merang
綠連者後期使用的回力刀，於第43集初登場。
能變形為彈弓Mido-Puncher，以發射綠色球型彈。
必殺技
五連者風暴
由佩姬／桃連者研發的排球型炸彈。
使用時會由桃連者負責發球，其後藍、黃、綠連者則會負責傳遞，而最後會由赤連者負責將球踢向敵人。
初期五連者風暴為採用銀色排球，後來其外觀會因應傳遞對象而在傳遞時改變顏色，而最後在傳遞至赤連者時會變為帶刺的紅色球；而後期五連者風暴亦會依照其攻擊對象而變形為與之相應的弱點。
五連者颶風
由佩姬／桃連者研發的橄欖球型炸彈，於第43集初登場。
與五連者風暴同樣會由桃連者負責發球，其後藍、黃、綠連者則會負責傳遞，而最後會由赤連者負責將球踢向敵人，並且會依照其攻擊對象而變形為與之相應的弱點。

### 運輸工具
五連者機車
為初期由Eagle科學班研發予五連者的陸戰用特殊機車。
其具備可半永久使用的鋰引擎以及高性能電腦以進行自動駕駛。
然而最後被五連者作為引爆納巴隆的炸彈而摧毀。
 紅機車
主要由赤連者駕駛。
其具備雷達探測器、通訊裝置以及透過離子噴射的加速裝置。
   藍機車
配備左邊車的機車，其主要由藍連者駕駛、黃連者搭乘。
   綠機車
配備右邊車的機車，其主要由綠連者駕駛、桃連者搭乘。
星之機車
為五連者後期的陸戰用特殊機車，於第55集初登場。
與五連者機車同樣具備鋰引擎，而其發動機以及裝甲較前者強。
最後被五連者作為引爆黑十字城的炸彈而摧毀。
 紅之星
主要由赤連者駕駛。
以特殊的超壓鋼製作，甚至能夠突破堅固的牆壁，另外其前端亦設有機關槍。
   藍之星
配備左邊車的機車，其主要由藍連者駕駛、黃連者搭乘。
   綠之星
配備右邊車的機車，其主要由綠連者駕駛、桃連者搭乘。
巴利布倫
五連者前期的飛行戰艦。
外觀為鬥牛犬造型，可垂直升降，而其頂部亦設有三個半球型的觀察艙。
配備救援用的巨型吸管、具紅外線探測功能的遠距離望遠鏡、遠距離竊聽器、威力起重機、火箭炮、作為掩護機體的煙霧、鑽頭導彈以及雷霆網等，另外新命／藍連者亦持有可透過聲控操作巴利布倫的無線通訊器。
後來意外被鐵木真將軍奪走，其後藍連者利用其無線通訊器指示巴利布倫上升，而巴利布倫上升時高溫亦觸發鐵木真將軍身上的兩顆五連者風暴爆炸，而最後巴利布倫亦因而撞山墜毀。
巴利多林
五連者後期的飛行戰艦，於第42集初登場。
外觀為獵鷹造型，採用可變後掠翼設計，可搭載巴利坦克與巴利氣球，並且能垂直升降。
配備具紅外線探測功能的遠距離望遠鏡、火神炮以發射導彈Sky Lock與Sky Missile等，而其前端亦具備雙爪型導彈Space Wings，另外新命／藍連者亦持有可透過聲控操作巴利多林的無線通訊器。
最後被五連者作為引爆黑十字城的炸彈而摧毀。
巴利坦克
以特殊合金製作的六輪坦克，於第42集初登場。
平時會收納於巴利多林內，附有於空中發動時會打開的降落傘，並且能夠鑽進地底及潛水。
配備兩款槍炮（機槍及機關槍）以及一雙可替換為鉗型鑽頭與十指爪的伸縮手臂等。
巴利氣球
五連者的間諜活動型熱氣球，於第69集初登場。
配備一雙彼此不同的長鍊式伸縮手臂巴利手與鳥啄手，另外還有機關槍以及作為掩護機體的煙霧等。

## 設定
Eagle
其正式名稱為「Earth Guard League」，由聯合國為保衛人類安全而成立的國際秘密防衛機構。
五連者基地
位於新宿站以西一帶的地底秘密基地。
以餐廳「Sneak Go」→「Fruit Parlor Go」作為前往五連者基地的秘密據點。
Sneak Go
為初期由江戶川司令官開設的小型餐廳，亦為前往五連者基地的秘密據點。
後來當「Sneak Go」遭到電氣假面的大肆破壞後，江戶川司令官則為保護五連者基地而將其結業。
Fruit Parlor Go
為後期由江戶川司令官開設的水果喫茶店，亦為前往五連者基地的秘密據點。
亞特蘭提斯號
來自古代亞特蘭提斯文明的飛艇，於第21-23集登場。
據說其破壞力亦導致亞特蘭提斯文明滅亡，後來則被藏於富士山的山麓。
黑十字軍以及探究亞特蘭提斯文明的學者清水博士皆各持有半張找尋亞特蘭提斯號的地圖，而在雙方互相知曉對方的地圖訊息後，黑十字軍卻搶先五連者一步奪走飛艇，並且在飛艇上加設多項武裝後則對日本進行大規模破壞，而最後五連者則在空中發動五連者風暴將亞特蘭提斯號摧毀。
柯多拉
來自南美納斯卡高原的黑十字軍單座式小型戰機，於第35集初登場。
其採用單車的輪胎以及與蝙蝠翅膀類似的機翼，而其前端並配備可伸縮活動的巨型雙鉗以及機關槍。
移動要塞 納巴隆
火山假面馬克文將軍的移動要塞，於第42集初登場。
能夠飛行以及潛進地底，其頂部亦採用錐體設計以便偽裝山丘，並且配備大量可釋放毒氣的納巴隆炮以及長距離火焰炮Fire Roll。
後來馬克文將軍於一次逃離戰場時不慎遺下了納巴隆的設計圖，結果五連者於成功破解設計圖的秘密後則以五連者機車作為炸彈駛往納巴隆的司令室、動力室以及武器倉庫中引爆而摧毀。
巴托那
黑十字軍的飛行戰艦，於第64集初登場。
其採用與蝙蝠翅膀類似的主翼，而艦首亦裝備了一組共六支的連續炮，能發射大型導彈以及空中水雷，另外其亦能收納數部柯多拉。

## 製作團隊
製作人員：
- 原作：石森章太郎
- 製作人：
  - NET電視台：萩野隆史
  - 東映：平山亨、吉川進、深澤道尚

- 劇本：上原正三、高久進、新井光、曾田博久、平山公夫、藤川桂介
- 導演：竹本弘一、山田稔、田口勝彥、折田至、北村秀敏、小西通雄
- 武打：
  - 大野劍友會：高橋一俊、池田力也、岡田勝
  - JAC：山岡順二

- 配樂：渡邊宙明
- 製作：東映、NET電視台

皮套演員：
-  赤連者：新堀和男、湯川泰男、高橋健二、中村文彌（代演）、岡本美登（代演）、春田三三夫（代演）
-  藍連者：中村文彌、湯淺洋行、中屋敷鐵也、上田弘司、岡本美登、新堀和男（代演）、河原崎洋夫（代演）、益田哲夫（代演）
-  黃連者：前田直高、天野正登、田中耕三郎、上田弘司、建部豐
-  桃連者：內藤綠、清田真妃、栗原良二、上田弘司、小澤章治、橫山稔
-  綠連者：中村文彌、橋本春彥、尚川泰男、村上潤

## 播放列表
節目在1975年4月5日至1977年3月26日的每週六晚上7時30分於NET電視台首播，另外部分日子亦會因應淡季導致收視率降低的對策而改為重播過往集數。
以下時間以當地時間（日本時間）為準：
| 日本首播日期 | 集數 | 標題 （日語）（漢譯）            | 主役假面怪人                 | 編劇          | 導演     |
| ------------ | ---- | -------------------------------- | ---------------------------- | ------------- | -------- |
| 1975/04/05   | 1    | 深紅的太陽！無敵五連者           | - 黃金假面（声：西尾德）     | 上原正三      | 竹本弘一 |
| 1975/04/12   | 2    | 藍色的地球！死亡沙漠化計劃       | - 武者假面（声：島田彰）     | 上原正三      | 竹本弘一 |
| 1975/04/19   | 3    | 大逆襲！黃色旋風                 | - 青銅假面（声：竹内靖）     | 上原正三      | 山田稔   |
| 1975/04/26   | 4    | 紅色踢擊！破碎微生物大作戰       | - 翡翠假面（声：篠田薫）     | 上原正三      | 山田稔   |
| 1975/05/03   | 5    | 綠色的憤怒 不死身毒氣人          | - 毒氣假面（声：丸山詠二）   | 上原正三      | 田口勝彥 |
| 1975/05/10   | 6    | 赤的謎團！追擊海上間諜           | - 鐵輪假面（声：依田英助）   | 上原正三      | 田口勝彥 |
| 1975/05/24   | 7    | 粉紅的月光！狼部隊               | - 彎月假面（声：飯塚昭三）   | 上原正三      | 山田稔   |
| 1975/05/31   | 8    | 黑色恐怖！殺害的毒牙             | - 毒牙假面（声：渡部猛）     | 高久進 新井光 | 山田稔   |
| 1975/06/07   | 9    | 藍色影子法師 巴利布倫秘密戰略    | - 魔女假面（声：京田尚子）   | 上原正三      | 折田至   |
| 1975/06/14   | 10   | 紅色氣球！風速100米              | - 翼假面（声：飯塚昭三）     | 上原正三      | 折田至   |
| 1975/06/21   | 11   | 綠色的戰慄！脫離耳地獄           | - 舟耳假面（声：西尾徳）     | 上原正三      | 山田稔   |
| 1975/06/28   | 12   | 銀色的超能量！焦熱地獄           | - 銀熱假面（声：渡部猛）     | 高久進 新井光 | 山田稔   |
| 1975/07/05   | 13   | 粉紅的秘密！打敗炸彈人類         | - 角假面（声：飯塚昭三）     | 上原正三      | 田口勝彥 |
| 1975/07/12   | 14   | 紅色棺材！顱骨宅邸的怪物         | - 顱骨假面（声：丸山詠二）   | 曾田博久      | 田口勝彥 |
| 1975/07/26   | 15   | 藍色大要塞！暴走的巴利布倫       | - 彩虹假面（声：岩名雅記）   | 上原正三      | 竹本弘一 |
| 1975/08/02   | 16   | 白色怪奇！鏡中之眼               | - 鏡假面（声：丸山詠二）     | 上原正三      | 竹本弘一 |
| 1975/08/09   | 17   | 紫色的遊樂場！惡魔的墳場         | - 黑髪假面（声：西尾德）     | 高久進 新井光 | 山田稔   |
| 1975/08/16   | 18   | 戰慄的黑十字軍！「秘密」行動作戰 | - 獨眼假面（声：丸山詠二）   | 平山公夫      | 山田稔   |
| 1975/08/23   | 19   | 藍色火花！海上漂浮的間諜前線     | - 劍假面（声：飯塚昭三）     | 藤川桂介      | 田口勝彥 |
| 1975/08/30   | 20   | 深紅的死鬥！日輪假面對赤連者     | -                            | 上原正三      | 田口勝彥 |
| 1975/09/06   | 21   | 藍色驚異！來自古代的神秘飛艇     | - 炮彈假面（声：岩名雅記）   | 上原正三      | 山田稔   |
| 1975/09/13   | 22   | 黃色的空襲！亞特蘭蒂斯的惡夢     | - 齒輪假面（声：丸山詠二）   | 上原正三      | 山田稔   |
| 1975/09/20   | 23   | 綠色空中戰！神秘飛艇的末期       | - 金屬線假面（声：西尾德）   | 上原正三      | 山田稔   |
| 1975/10/04   | 24   | 青色憤怒！強烈Mido-Merang大逆襲  | - 剃刀假面（声：和田周）     | 上原正三      | 田口勝彥 |
| 1975/10/11   | 25   | 深紅的導火線！八目的魚雷攻擊     | - 八目假面（声：細井雅男）   | 高久進 新井光 | 田口勝彥 |
| 1975/10/18   | 26   | 青筋百變！恐怖的毒藥博士         | - 青筋假面（声：清川元夢）   | 曾田博久      | 田口勝彥 |
| 1975/10/25   | 27   | 黃色的物體Q！五連者基地SOS       | - 鐵爪假面（声：增岡弘）     | 上原正三      | 折田至   |
| 1975/11/01   | 28   | 赤色大噴火！潛入地底基地         | - 鐵梳假面（声：依田英助）   | 上原正三      | 山田稔   |
| 1975/11/08   | 29   | 赤的追擊！神秘的封印列車         | - 門假面（声：岩名雅記）     | 曾田博久      | 折田至   |
| 1975/11/15   | 30   | 金色的火柱！水雷連續大爆發       | - 水雷假面（声：丸山詠二）   | 高久進 新井光 | 山田稔   |
| 1975/11/22   | 31   | 黑色挑戰書！憤怒的五顆正義之星   | - 鐵罐假面（声：岩名雅記）   | 平山公夫      | 山田稔   |
| 1975/11/29   | 32   | 藍色熱風！無法回應的巴利布倫     | - 大鉈假面（声：增岡弘）     | 上原正三      | 北村秀敏 |
| 1975/12/06   | 33   | 赤色目標！假五連者現身           | - 鐵姬假面（声：清川元夢）   | 曾田博久      | 北村秀敏 |
| 1975/12/20   | 34   | 黃色的間諜戰！看見YTC的威力吧    | - 赤臉假面（声：依田英助）   | 上原正三      | 北村秀敏 |
| 1975/12/27   | 35   | 黑色大怪鳥！柯多拉戰鬥爆擊隊     | - 鋼假面（声：大宮悌二）     | 曾田博久      | 田口勝彥 |
| 1976/01/10   | 36   | 深紅的猛擊！移動要塞無敵戰艦     | - 軍艦假面（声：渡部猛）     | 上原正三      | 田口勝彥 |
| 1976/01/17   | 37   | 純白的閃光！黑十字總統的真面目   | - 餐叉假面（声：依田英助）   | 上原正三      | 田口勝彥 |
| 1976/01/31   | 38   | 藍色斷崖！尋找惡魔的海盜寶藏     | - 海賊假面（声：西尾德）     | 曾田博久      | 山田稔   |
| 1976/02/07   | 39   | 深紅的日本海！神秘隕石的超能力   | - 石像假面（声：丸山詠二）   | 曾田博久      | 山田稔   |
| 1976/02/14   | 40   | 紅色復仇鬼！地獄的桃連者         | - 鐵籠假面（声：依田英助）   | 上原正三      | 田口勝彥 |
| 1976/02/28   | 41   | 黑色大逆轉！鳥取砂丘的攻防戰     | - 鐵獅子假面（声：依田英助） | 曾田博久      | 山田稔   |
| 1976/03/13   | 42   | 黑色鐵人之死！再會巴利布倫       | -                            | 上原正三      | 竹本弘一 |
| 1976/03/20   | 43   | 深紅的鳳凰！無敵巴利多林登場     | - 鑽石假面（声：野島昭生）   | 上原正三      | 竹本弘一 |
| 1976/03/27   | 44   | 藍色萬能戰車！巴利坦克出動       | - 電氣假面（声：丸山詠二）   | 上原正三      | 竹本弘一 |
| 1976/04/03   | 45   | 暗黑的劍鯊！海之殺手襲擊         | - 劍鯊假面（声：丸山詠二）   | 上原正三      | 山田稔   |
| 1976/04/10   | 46   | 黑色超特急！火車假面大暴走       | - 火車假面（声：島田彰）     | 上原正三      | 山田稔   |
| 1976/04/17   | 47   | 赤色大逆襲！憤怒的五連者         | - 鳥牙假面（声：野島昭生）   | 上原正三      | 山田稔   |
| 1976/04/24   | 48   | 黑色補給基地！遊樂園千鈞一髮     | - 照相機假面（声：大宮悌二） | 高久進 新井光 | 田口勝彥 |
| 1976/05/01   | 49   | 綠色大逃脫！卍字戲法             | - 角骨假面（声：丸山詠二）   | 曾田博久      | 田口勝彥 |
| 1976/05/08   | 50   | 藍之翼的秘密！危險的巴利多林     | - 鐵齒假面（声：依田英助）   | 曾田博久      | 田口勝彥 |
| 1976/05/15   | 51   | 藍色假鈔製作！夕陽的槍手         | - 槍手假面（声：青森伸）     | 曾田博久      | 山田稔   |
| 1976/05/29   | 52   | 粉紅的電話鬼！殺手撥號           | - 電話假面（声：增岡弘）     | 上原正三      | 山田稔   |
| 1976/06/05   | 53   | 紅色全壘打王！必殺的1號球衣      | - 棒球假面（声：永井一郎）   | 曾田博久      | 山田稔   |
| 1976/06/19   | 54   | 深紅的挑戰！火之山最後的大爆發   | -                            | 上原正三      | 田口勝彥 |
| 1976/07/03   | 55   | 金色的大將軍！圖坦卡門的詛咒     | - 大耳假面（声：坂井壽美江） | 上原正三      | 田口勝彥 |
| 1976/07/10   | 56   | 藍色暑假！魔之殺人海岸           | - 水龍頭假面（声：大宮悌二） | 高久進 新井光 | 山田稔   |
| 1976/07/31   | 57   | 黑色包圍網！五張臉孔的佩姬       | - 雞冠假面（声：丸山詠二）   | 曾田博久      | 山田稔   |
| 1976/08/07   | 58   | 深紅的野心！總統閣下的黃金城     | - 拋物線假面（声：依田英助） | 上原正三      | 山田稔   |
| 1976/09/04   | 59   | 深紅的南國！神秘的黃金大作戰     | - 死之鳥假面（声：丸山詠二） | 上原正三      | 山田稔   |
| 1976/09/11   | 60   | 藍色瀨戶內海！漂浮的秘密要塞島   | - 妖貝假面（声：增岡弘）     | 曾田博久      | 山田稔   |
| 1976/09/18   | 61   | 桃色的KO拳！最後一球的勝負       | - 牛鞋假面（声：依田英助）   | 曾田博久      | 山田稔   |
| 1976/09/25   | 62   | 白色怪奇！死神館的陷阱           | - 肋骨假面（声：和久井節緒） | 上原正三      | 田口勝彥 |
| 1976/10/02   | 63   | 黑色電光石火！突擊的大炮         | - 電視假面（声：依田英助）   | 曾田博久      | 田口勝彥 |
| 1976/10/16   | 64   | 藍色UFO！！宇宙軍團大來襲        | - 時鐘假面（声：增岡弘）     | 上原正三      | 竹本弘一 |
| 1976/10/23   | 65   | 深紅的決死隊！！進攻黑十字城     | - 落葉假面（声：依田英助）   | 上原正三      | 竹本弘一 |
| 1976/10/30   | 66   | 紅色人質交換！！巴利多林大爆擊   | - 風車假面（声：青森伸）     | 高久進 新井光 | 竹本弘一 |
| 1976/11/06   | 67   | 深紅的特攻！！黃連者在夕陽下逝去 | - 開瓶器假面（声：增岡弘）   | 上原正三      | 小西通雄 |
| 1976/11/13   | 68   | 粉紅的反亂！！針、針、針大攻擊   | - 注射假面（声：丸山詠二）   | 高久進 新井光 | 小西通雄 |
| 1976/11/20   | 69   | 五色的新兵器！！巴利氣球出發     | - 菠蘿假面（声：依田英助）   | 上原正三      | 山田稔   |
| 1976/11/27   | 70   | 藍色的逆襲！！制止宇宙特急       | - 輪胎假面（声：丸山詠二）   | 上原正三      | 山田稔   |
| 1976/12/04   | 71   | 深紅的大決戰！！地球移動計劃     | - 鋼琴假面（声：增岡弘）     | 上原正三      | 山田稔   |
| 1976/12/11   | 72   | 藍色機密！！被拆解的巴利多林     | - 錨假面（声：依田英助）     | 上原正三      | 竹本弘一 |
| 1976/12/18   | 73   | 黑色旋風！！筆直的決勝負         | - 劍道假面（声：丸山詠二）   | 上原正三      | 竹本弘一 |
| 1976/12/25   | 74   | 藍色大寒流！！地球冰冷作戰       | - 眼鏡假面（声：青森伸）     | 高久進 新井光 | 竹本弘一 |
| 1977/01/08   | 75   | 深紅的火焰地獄！！灶假面的陰謀   | - 灶假面（声：依田英助）     | 上原正三      | 田口勝彥 |
| 1977/01/15   | 76   | 深紅的潛入！！你看見了海城剛嗎？ | - 鐵蜘蛛假面（声：瀧雅也）   | 曾田博久      | 田口勝彥 |
| 1977/01/22   | 77   | 黑色恐怖！！吸血蛇女             | - 鐵蛇假面（声：東美江）     | 上原正三      | 田口勝彥 |
| 1977/01/29   | 78   | 黑色妨害電波！！原始的吼叫       | - 猛獁假面（声：依田英助）   | 高久進 新井光 | 山田稔   |
| 1977/02/05   | 79   | 深紅的追跡！！無形暗殺者的真面目 | - 滑冰假面（声：丸山詠二）   | 上原正三      | 山田稔   |
| 1977/02/12   | 80   | 深紅的敵中貫穿！希望的逃脫       | - 鋼鐵虎假面（声：北山年夫） | 曾田博久      | 山田稔   |
| 1977/02/19   | 81   | 黑色疑惑！！殺人間諜的陷阱       | - 鐵壺假面（声：依田英助）   | 上原正三      | 田口勝彥 |
| 1977/02/26   | 82   | 黑色魔術師！！人偶館的怪物？！   | - 溜溜球假面（声：瀧雅也）   | 曾田博久      | 田口勝彥 |
| 1977/03/12   | 83   | 橙色的初戀！！吼叫的大都會       | - 老虎假面（声：依田英助）   | 上原正三      | 田口勝彥 |
| 1977/03/26   | 84   | 深紅的大勝利！！永遠閃爍的五顆星 | -                            | 上原正三      | 山田稔   |

## 音樂
片頭曲：
作詞：石森章太郎
作曲、編曲：渡邊宙明
演唱：佐佐木功、堀江美都子、古倫美亞搖籠會
片尾曲：
（第1-63集）
作詞：八手三郎
作曲、編曲：渡邊宙明
演唱：佐佐木功、蟋蟀'73
（第64-84集）
作詞：石森章太郎
作曲、編曲：渡邊宙明
演唱：佐佐木功、蟋蟀'73、Will Beads
插曲：

作詞：赤井圭
作曲、編曲：渡邊宙明
演唱：佐佐木功、蟋蟀'73

作詞：石森章太郎
作曲、編曲：渡邊宙明
演唱：佐佐木功

作詞：赤井圭
作曲、編曲：渡邊宙明
演唱：佐佐木功、堀江美都子、古倫美亞搖籠會

作詞：吉井勝
作曲、編曲：渡邊宙明
演唱：佐佐木功、蟋蟀'73

作詞：田中守
作曲、編曲：渡邊宙明
演唱：堀江美都子

作詞：土井信
作曲、編曲：渡邊宙明
演唱：蟋蟀'73

作詞：石森章太郎
作曲、編曲：渡邊宙明
演唱：佐佐木功、堀江美都子、蟋蟀'73

作詞：石森章太郎
作曲、編曲：渡邊宙明
演唱：堀江美都子

作詞：赤井圭
作曲、編曲：渡邊宙明
演唱：蟋蟀'73、古倫美亞搖籠會

作詞：田中守
作曲、編曲：渡邊宙明
演唱：佐佐木功

作詞：八手三郎
作曲、編曲：渡邊宙明
演唱：佐佐木功、The Chirps

作詞：上原正三
作曲、編曲：渡邊宙明
演唱：佐佐木功、蟋蟀'73

作詞：八手三郎
作曲、編曲：渡邊宙明
演唱：佐佐木功、蟋蟀'73

## 其他相關媒體

### 劇場版
《秘密戰隊五連者 炸彈颶風》
此作的獨立劇場版，於1976年7月18日上映。
《JAKQ電擊隊VS五連者》
此作與《JAKQ電擊隊》的聯動劇場版，於1978年3月18日上映。

### 主篇重新剪接版
《秘密戰隊五連者》
此作主篇第6集的重新剪接版，於1975年7月26日首度公映。
《秘密戰隊五連者 藍之大要塞》
此作主篇第15集的重新剪接版，於1975年12月20日首度公映。
《秘密戰隊五連者 深紅的猛進擊！》
此作主篇第36集的重新剪接版，於1976年3月20日首度公映。
《秘密戰隊五連者 火之山最後的大噴火》
此作主篇第54集的重新剪接版，於1976年12月19日首度公映。

## 海外播放
此作曾於1978年在香港佳藝電視播映，而當時其於當地被譯名為《五勇士》，然而同年卻因佳藝電視結束營業而遭到腰斬。

## 外部連結
- DVD 秘密戦隊ゴレンジャー特集（東映ビデオ内にあるサイト）